# 雷蒙德·巴克兰
雷蒙德·巴克兰（英語：Raymond Buckland、1934年8月31日—2017年9月27日）是美国的世界著名的神秘学专家之一。巫名为“洛巴特（Robat）”。

## 早年

### 英國：1934年～1962年
有着吉普赛血统的巴克兰出生于英国伦敦，长期处于英格兰教会中，对吉普赛魔法和超自然现象的其它方面研究了半个多世纪，被公认为将现代巫术引入美国的权威人士。
在幼年时期，因受到了叔叔的影响，巴克兰开始对神秘学产生了浓厚的兴趣，并将此作为自己一生最大的爱好。

### 美國：1962年～2017年
1962年，他获得了人类学博士学位，并且还结识了他的第一位妻子露丝·玛丽，两人便一起移居到了美国。他的精神追求最终将他带向了威卡教的先驱杰拉尔德·加德纳的著作。当时杰拉尔德·加德纳居住在马恩岛。不久，巴克兰和加德纳定期统一各自的观点，同时巴克兰还成为了加德纳在美国的第一发言人。
1964年加德纳去世后，巴克兰便开始了自己的创作生涯，并在美国建立起了第一个有关巫术和魔法的博物馆以及自己新创办的威卡教。1969年，巴克兰出版了他的处女作《超自然力袖珍指南》。迄今为止，巴克兰已有三十多部关于神秘学类的作品出版，还包括1986年首期出版的经典著作《巴克兰巫术全書》。他的《吉普赛巫术和魔法》于1999年获得了非小说类的“远见梦想奖”，还有他的《吉普赛梦想词典》是“每月一书俱乐部”中最抢手的书籍。

## 作品列表
- 超自然力袖珍指南（A Pocket Guide to the Supernatural）
- 巴克兰巫术全書（Buckland's Complete Book of Witchcraft）
- 吉普赛巫术和魔法（Gypsy Witchcraft & Magic）
- 吉普赛梦想词典（Gypsy Dream Dictionary）
- 魔法师大全（The Witch Book）
- 巴克兰的吉普赛魔法（Buckland's Book of Gypsy Magic）
- 别的世界大门（Doors to Other Worlds）